# Myths 004
Myths 004 je extended play velšské písničkářky Cate Le Bon a amerického zpěváka Bradforda Coxe. Vydáno bylo 1. listopadu 2019 společností Mexican Summer. Album bylo oznámeno 24. září 2019, kdy byl zároveň vydán první singl s názvem „Secretary“. Album obsahuje celkem sedm písní. Ty byly nahrány již v dubnu 2018 v Marfě v Texasu. Kromě ústředního dua na albu hrají například Tim Presley, Stella Mozgawa a Stephen Black. Le Bon spolupracovala s Coxem i na dalším projektu, konkrétně produkovala album Why Hasn't Everything Already Disappeared? (2019) jeho kapely Deerhunter.

## Seznam skladeb
1. Canto!
2. Secretary
3. Companions in Misfortune
4. Constance
5. Fireman
6. Jericho
7. What Is She Wearing